# Heil
Heil drückt Begnadigung, Erfolg, Ganzheit, Gesundheit und in religiöser Bedeutung insbesondere Erlösung aus.
Abwandlungen des Wortes finden sich in sehr unterschiedlichen Zusammenhängen, z. B.: heil, heilig, heilsam oder heilbar. Der Gegensatz dazu ist heillos, zum Heil das Unheil („Pech“, „Verderben“, „Unglück“).

## Wortgeschichte
Sprachgeschichtlich mit dem Adjektiv heil verwandte Wörter sind in allen germanischen Sprachen belegt mit der Bedeutung „ganz, gesund, unversehrt“, z. B. englisch whole „ganz, unversehrt“, hale „frisch, ungeschwächt“ und holy „heilig, geweiht“. In Lautfolge und Bedeutung verwandte Wörter gibt es auch in keltischen und baltoslawischen Sprachen. Das Substantiv Heil wird in ähnlicher Bedeutung gemeingermanisch verwendet (alt- und mittelhochdeutsch heil „Glück, glücklicher Zufall“, altenglisch hael „günstiges Vorzeichen“). Das Verb heilen bedeutet transitiv „heil machen“ (etwa in „Wer heilt, hat recht“) und intransitiv „heil werden“ („die Wunde heilt“). Im Althochdeutschen findet sich zudem das Wort heilazzen was im Sinne des Begrüßens verwendet wurde.

## Religiöse Heilsvorstellungen

### Herrschaftslegitimation
Frühmittelalterliche Könige, allen voran die fränkischen Merowinger, beriefen sich zur Herrschaftslegitimation auf die Thaumaturgie (auch Königsheil). Ein für Zeitgenossen deutlich erkennbares Ausbleiben von Erfolg konnte als Verlust dieser Heilkraft gewertet werden und zu einem Machtwechsel führen.

### Hoffnung auf Erlösung
Christen glauben, das Heil (Seelenheil) in der Nachfolge ihres nach dem Tod auferstandenen Heilands Jesus Christus zu finden. Im Neuen Testament ist Heil (bzw. lateinisch salus) die Übersetzung des griechischen Wortes σωτηρία (sotēría „Rettung“, „Erlösung“), so etwa im Lobgesang Nunc dimittis („Nun entlässest du“) des Simeon im Lukasevangelium:
Meine Augen haben das Heil gesehen, das du vor allen Völkern bereitet hast,
ein Licht, das die Heiden erleuchtet, und Herrlichkeit für dein Volk Israel. (Lk 2,30–32 )
Dieses mit Jesus verbundene Heil sehen manche Gemeinschaften in einer bestimmten Organisation gegenwärtig, so etwa – gemäß einem katholischen Glaubensverständnis – in der römisch-katholischen Kirche.

## Heil als Grußformel
Der Heilsgruß wurde vornehmlich als Glücks- und Segenswunsch, aber auch als Trinkspruch oder zur wohlwollenden Anrede verwendet. Die Grußformel Heil! ist grammatikalisch eine Interjektion und etymologisch mit dem ähnlich klingenden englischsprachigen Begriff Hail! verwandt, was so viel wie Grüß dich! oder Glück dir! bedeutet. Die beiden Ausdrücke werden auch üblicherweise ineinander übersetzt. Beispiel: All hail, Macbeth! als Heil dir, Macbeth!
In der nördlichen Hälfte Italiens ist der gleichbedeutende Gruß Salve! die allgemein üblichste informelle Begrüßungsfloskel.
Auch in Teilen Österreichs (Tirol, Vorarlberg und in Oberkärnten) wird Heil! oder Heile! als Gruß unter Freunden verwendet. Der Begriff kommt auch in dem Ausspruch „Heil am Seil!“ bzw. „Berg Heil!“ vor, mit dem Bergsteiger einander Glück wünschen. Auch „Weidmanns Heil“ (v. a. bei Jägern), „Ski Heil“ (v. a. bei Sportlern) sowie „Petri Heil“ (v. a. bei Anglern) kommen vor.

### Volkslied
Entsprechend dem jeweils gängigen Sprachgebrauch, fand der Heilsgruß auch Einzug in das Volkslied unterschiedlichster Epochen. So finden sich Lieder mit politischem, volkstümlichem, religiösem und jugendbewegtem Hintergrund.
In vielen Liedern mit regionalen Bezug heißt es beispielsweise „Heil unserm König, Heil!“ (Königreich Bayern) , „den König segne Gott, den er zum Heil uns gab“ (Königreich Sachsen) oder auch „Heil dir, Helvetia!“ All diese Lieder haben mit dem wohl bekanntesten Lied dieser Art „Heil dir im Siegerkranz“ und weiteren Nationalhymnen dieser Zeit eines gleich, die Melodie der britischen Königshymne.
Viele Lieder stehen in Verbindung mit dem christlichen Heilsbegriff, wenn es dort heißt „Gott ist mein Licht, Gott ist mein Heil“ oder „Heil und Segen allerwegen“. Im berühmten Kinderlied „Alle Vögel sind schon da“ wird „lauter Heil und Segen“ gewünscht. In ähnlichem Zusammenhang steht auch das Oratorium Judas Maccabaeus von Georg Friedrich Händel in dem es beispielsweise heißt „Heil, Heil, Heil, Judäa, selig Land“. Wieder andere Lieder stehen im Zusammenhang mit der Turnerei, dem Skifahren, der Jägerei oder haben einen politischen Hintergrund.
Im Wandervogel entstanden Lieder wie „Heil, Wandervogel, Heil“ oder das Lied „Märkische Heide“, in dem es heißt: „Heil Dir, mein Brandenburger Land“. Im jugendbewegten Lied „Aus grauer Städte Mauern“ heißt es in der dritten Strophe „Ein Heil dem deutschen Walde“.

### Jagd und Sport
Jäger grüßen sich gegenseitig traditionell mit den Worten Waidmannsheil! bzw. Weidmannsheil! bzw. Weidmanns Heil! Mit Waidmannsdank! bzw. Weidmannsdank! bzw. Weidmanns Dank! wird geantwortet, wenn jemandem mit dem Gruß zu einem Jagderfolg gratuliert wurde oder der Gruß von einem „Nichtjäger“ an einen Jäger gerichtet war.
Traditionell grüßen sich Angler gegenseitig mit Petri Heil! Wird Petri Heil! als Glückwunsch zum Beuteerfolg benutzt, antwortet man mit Petri Dank!
Unter Bergsteigern in den deutschsprachigen Ostalpen ist die Formel Berg Heil! geläufig, die insbesondere dann angewandt wird, wenn Bergsteiger einen Gipfel erklommen haben; in der Schweiz ist dieser Gipfelgruß kaum bekannt. Dieser Gruß kommt gelegentlich auch bei Sektionsveranstaltungen der Alpenvereine vor: Berg – Heil! Die Naturfreunde gratulieren sich dagegen auf den Berggipfeln mit Berg frei! In den italienischen Alpen gratuliert man sich mit Auguri!
Unter Schützen gibt es den Gruß Schützen Heil!
Fritz Breuer war ein „athletisch gebauter Rheinländer mit dichtem Schnurrbart und strengen Augenbrauen“ und „arbeitet(e) als Prokurist in der Todtnauer Bürstenfabrik“. Dieser wagte im späten 19. Jahrhundert erste Skiversuche in Todtnau und gründete im Jahr 1891 den Skiclub Todtnau, den ersten Skiklub Deutschlands. Er war es auch, der ein Jahr später, 1892, den seither bei Skifahrern gängigen Gruß Ski Heil! einführte.
Radfahrer grüßten sich mit All Heil!
Turner wünschen sich seit 1817, bevor sie sich an ein Gerät begeben, Gut Heil! und drücken dadurch aus, dass sie dem Turnenden eine verletzungsfreie Übung wünschen. Die Grußformel geht auf den Turnvater Friedrich Ludwig Jahn zurück. Um sich von der nationalkonservativen Deutschen Turnerschaft stärker abzugrenzen, benutzten die Arbeiterturner ab 1899 den Gruß Frei Heil! Die Grußformel der Gewichtheber und Ringer lautet Kraft Heil!
Vor dem Aufkommen des Nationalsozialismus war der Gruß auch in der Jugendbewegung verbreitet, so im Wandervogel, wo er um die Jahrhundertwende von Karl Fischer eingeführt wurde.

### Politische Kampf- und Grußformel
Der Zuruf Heil! war schon vor 1918 – an Stelle des kaisertreuen Hoch! – in bestimmten politischen Gruppierungen in Österreich-Ungarn und dem Deutschen Reich – ein Kennzeichen der Opposition, die Österreich als Teil Deutschlands ansah (großdeutsche Lösung). 
Nach 1918 grüßten im Deutschen Reich die Deutschnationalen einander mit „Heil Hugenberg!“, wiederum andere bevorzugten „Heil Deutschland!“ Im republiktreuen Reichsbanner hieß es „Heil dir, junge Republik!“ und „Frei Heil!“ (letztereres heute immer noch). In kommunistischen Kreisen waren die Ausrufe „Heil Moskau!“ und „Heil Stalin!“ zu hören. In christlichen Kreisen war der Gruß „Treu Heil“ bis in die Zeit des Nationalsozialismus hinein gebräuchlich. In den Reihen der katholischen Zentrumspartei wurde in den letzten Jahren der Weimarer Republik auch „Heil Brüning!“ verwendet.
In der Zeit des Nationalsozialismus wurde der Hitlergruß Heil Hitler! verpflichtend. Wer auf herkömmliche Weise mit Guten Tag! oder Grüß Gott! grüßte, dem konnte unterstellt werden, ein Gegner des Nationalsozialismus zu sein. Auch für Briefe wurde die Schlusszeile „Heil Hitler!“ vor der Unterschrift allgemein üblich. Wer diesen Brauch nicht mitmachen wollte, konnte allenfalls auf die Formel Mit deutschem Gruß ausweichen. Die herkömmlichen Grußformeln (mit freundlichen Grüßen oder Hochachtungsvoll) „entlarvten“ ihre Anwender – in den Augen der damaligen Machthaber – als „Ewiggestrige“. Diese strikten Grußvorschriften wurden auch in sogenannten Flüsterwitzen verarbeitet, beispielsweise auf den Gruß „Heil Hitler!“ „Heil du ihn doch!“ zu antworten.
An die Stelle des dreifachen Hurra! früherer Epochen zum Schluss öffentlicher Kundgebungen trat die Aufforderung zum dreifachen Sieg Heil! Im gewöhnlichen Umgang musste Sieg Heil auf sehr ernste Gelegenheiten beschränkt bleiben, wenn es nicht ironisch klingen sollte.
Mit der Niederwerfung des Dritten Reichs geriet dieser Gruß 1945 schlagartig außer Gebrauch. In der Bundesrepublik Deutschland stellt die Verwendung des Hitlergrußes (auch des „Sieg Heil“) eine Straftat dar (§ 86a StGB Abs. 2).

### Weitere Entwicklung
In den 1970er-Jahren versuchte die Feministin Hannelore Mabry eine Umdeutung und positive Neubesetzung der Grußformel als Heil Kind! Hintergrund war hier die Konzentration auf Kinder, für deren Heil alle zuständig seien. Die dabei oft empfundene Provokation war beabsichtigt, die Formel hat sich nicht durchgesetzt.
In den Traditionellen Spielarten des Metal (z. B. Heavy Metal oder True Metal) wird häufig Hail!, jedoch weniger als Gruß, sondern eher als glorifizierender Ausruf verwendet (Hail Odin/Wodan; Hail Thor/Donar), teils gar als bekräftigendes Zusatzwort (siehe Powerwolf – Panic in the Pentagram: Hail, Hail Pentagram). So gibt es ein Lied der Heavy-Metal-Band Lonewolf Hail Victory. Kritiker sehen darin eine Nähe zu Rechtsextremismus und Neonazismus, die Band selbst, wie die meisten Metalbands, distanziert sich jedoch von rechtsextremem sowie nationalsozialistischem Gedankengut und weist solche Anschuldigungen von sich.
Die Anarchistische Pogo-Partei Deutschlands verwendet die Grußformel Pogo Heil und die Parole Fick Heil, welche als künstlerische Strategie der Kommunikationsguerilla ins Leben gerufen wurde, da sie mit dem bekannten Sieg Heil leicht verwechselt werden kann.
Die Fans des schottischen Fußballvereins Celtic Glasgow nutzen den Ausdruck „Hail“ in einem bekannten Fanlied.

## Heil als Namensteil
Zahlreiche Familien- und Vornamen sind mit „Heil-“ zusammengesetzt, wie Heilmar, Heilwig usw., während andere wie Heilko (auch in der Form Helko), Heilke, Heilo, Heile etc. Kurz- und Koseformen darstellen.